# Небуття
Небуття́ — відсутність, заперечення буття, не існування взагалі, не існуюча реальність, абсолютний початок усього сущого. Ніщо — спосіб існування небуття. За Демокрітом небуття знаходиться серед буття, наповнюючи і пронизуючи його. 
Небуття — онтологічна категорія, що є запереченням поняття «буття». Складність осмислення «небуття», зазначена у свій час ще Парменідом, полягає в наступному: в загальному сенсі, небуття — це відсутність, проте опис відсутності має спиратися на якісь ознаки, а наявність ознак, у свою чергу, обумовлює наявність об'єкта опису. Таким чином, виникає парадокс наявності відсутності.

## Антична філософія

### Елейська школа
Парменід, родоначальник елейської філософської школи, вперше поставив проблему усвідомлення буття, проводить пряму відповідність між останнім і реальністю. Протиставляючи буття небуття, Парменід відмовляє небуття у самій можливості існування . Відповідно до вчення елейської школи, небуття не існує, внаслідок цього його не можливо помислити, описати раціонально :
|  | Можна лише щось говорити і мислити, що є: буття адже Є, а ніщо не є. |

### Атомісти
Розвиток філософії атомістів, головним чином завдяки Демокріту і Левкіппу, приніс нове сприйняття поняття «небуття». Тут небуття розглядалося як «порожнеча» (ніщо), і за ним визнавалося право на існування в реальності. Знаменитий постулат Демокріта свідчив, що буття не реальніше, ніж небуття. Атомісти сприймали небуття як якийсь простір, протяжність.

### Платон
З розвитком діалектичної філософії Платона знову виникає питання про існування небуття. Оскільки діалектика Платона мала на увазі перехід об'єкта в своє інше (теза про  єдність протилежностей), то, отже, буття має переходити в небуття . Таким чином було вироблено тезу про існування небуття, необхідність якого дорівнює необхідності існування самого буття.

## Релігія

### Християнство
Християнство проповідує буття, (вічне життя), можливе тільки із самого початку. І завжди існував Бог, який завжди мав задум про світ і в певний момент вічності створив небуття (ніщо). З цього небуття Бог потім і створив усіх янголів і матеріальний Всесвіт.

## Сучасна наука
Згідно з даними сучасної фізики, античне матеріалістично-атомістичне розуміння небуття як порожнього простору позбавлене сенсу, оскільки:
1. Навіть абсолютний вакуум з неминучістю містить у собі скалярний полі або океан Хіггса;
2. В силу квантової невизначеності неможливо з усією певністю постулювати наявність або відсутність частки в будь-якій області простору без проведення перевірки — якщо ж перевірка проводиться, то вона сама по собі робить простір не порожнім;
3. Простір сам по собі є гравітаційним полем, яке має певні ознаки. Наприклад — кривизну. І схильний до квантових флуктуацій.

Таким чином, погляди сучасної фізики на небуття в матеріальному світі Всесвіту близькі до точки зору Парменіда: «небуття немає», хоча філософський погляд є ширшим, розглядаючи існування небуття і за межами спостережуваного Всесвіту.